# SS Augusta Victoria
La SS Augusta Victoria è stata un transatlantico tedesco di proprietà della compagnia di navigazione tedesca HAPAG, e successivamente della Marina Imperiale Russa.

## Storia

### Hamburg America Line
Albert Ballin commissionò la SS Augusta Victoria e la sua gemella SS Columbia nel 1887, poco dopo essere entrato nella HAPAG. Inizialmente la nave ricevette il nome Normannia, ma dopo l'ascesa al trono dell'imperatore Guglielmo II nel 1888 fu ribattezzata Augusta Victoria in onore della nuova imperatrice Augusta Vittoria di Schleswig-Holstein-Sonderburg-Augustenburg, moglie di Guglielmo. Lo stesso imperatore convinse i dirigenti della HAPAG e della rivale Norddeutscher Lloyd a costruire le loro navi passeggeri con una struttura più solida del necessario in modo da poterle convertire agevolmente in navi da trasporto truppe in caso di guerra.
La nave fu il primo transatlantico lussuoso della compagnia, introducendo il concetto di albergo galleggiante ed era decorata con uno stile lussuoso e ricercato. per il design interno Ballin si affidò a Johann Poppe, che lavorava da anni per la compagnia rivale Norddeutscher Lloyd. La nave ebbe fin da subito grande successo nel servizio transatlantico e nel 1891 Ballin ideò il concetto di crociera utilizzando la nave per un viaggio a scopo turistico, trasportando viaggiatori paganti in località di villeggiatura. Anche questa idea ebbe successo e fu replicata più volte, fin quando nel 1901 Ballin ebbe a disposizione la Prinzessin Victoria Luise, la prima nave appositamente progettata per crociere della storia.
Nel 1897 la nave subì un pesante restauro presso i cantieri Harland & Wolff di Belfast.

### Marina Imperiale Russa
Una volta divenuta obsoleta e lenta per il servizio transatlantico la nave attirò le attenzioni dei militari per via delle particolari caratteristiche di costruzione (ponti rinforzati e possibilità di ospitare cannoni). Nel 1904 venne venduta, insieme ad altre tre navi, alla Marina Imperiale Russa che la ribattezzò Kuban e la utilizzò come nave da esplorazione. Dopo l'acquisto navigò fino all'estremo oriente al comando dell'ammiraglio Zinovij Rožestvenskij per servire nella guerra russo-giapponese ma non partecipò a nessuna azione bellica. Venne dismessa nel 1907 nel porto di Stettino.

## Curiosità
Il 14 novembre 1889 l'Augusta Victoria salpò da New York per Londra, con a bordo la celebre giornalista statunitense Nellie Bly, la quale iniziò da qui il suo giro del mondo in 72 giorni, come viene riferito in una delle più fedeli biografie sulla vita avventurosa della Bly, "Dove nasce il vento- Vita di Nellie Bly", del giornalista italiano Nicola Attadio (Milano, Bompiani, 2018, pag.105).